# Cenophengus major
Cenophengus major är en skalbaggsart som beskrevs av Wittmer 1976. Cenophengus major ingår i släktet Cenophengus och familjen Phengodidae. Inga underarter finns listade i Catalogue of Life.